# 그녀 (영화)
《그녀》(Her)는 2013년 개봉된 미국의 SF 로맨틱 코미디 드라마 영화이다. 스파이크 존즈가 제작과 감독을 맡은 첫 작품이다. 영화에 삽입된 곡들은 아케이드 파이어가 작곡했고 촬영은 호이터 판호이테마가 맡았다. 2013년 뉴욕 영화제에 초연을 마쳤고 2013년 12월 18일에 미국에서 개봉, 2014년 5월 22일에 한국에서 《그녀》라는 제목으로 개봉하였다.
존즈는 2000년대 초에 인간들과 대화를 나눌 수 있는 인공지능 알고리즘을 지닌 Cleverbot이라는 웹 애플리케이션의 기사를 읽은후 영감을 얻었다고 한다. 2010년에 개봉한 《아임 히어》라는 단편 영화에서 비슷한 주제를 다룬 후, 그가 가졌던 영감으로 다시 돌아왔다. 그는 5개월에 걸쳐 첫 시나리오를 썼다. 본래는 찰리 코프먼이 각본을 맡고 존즈가 제작을 맡을것으로 믿어졌었다. 하지만 코프먼의 투입이 부정확했음이 밝혀졌다. 본 촬영은 2012년 2, 4분기에 로스앤젤레스와 상하이에서 촬영되었다. 후반 제작 기간에 본래 사만다(OS1)의 목소리를 녹음했던 사만다 모튼이 스칼릿 조핸슨으로 교체되었다. 2013년 8월에 재구성된 새로운 장면들을 촬영했다.
이 영화는 존즈의 친구이자 조력자들이였던 제임스 갠돌피니, 해리스 사비데스, 애덤 요크, 모리스 센댁에게 헌정되었다.
2013년 12월 4일, 전미 비평가 위원회에서 최고의 영화로 선정되었다. 또한 2013 LA 영화 비평가 협회 시상식에서 그래비티와 작품상을 공동 수상했다. 2013 골든 글러브 시상식에서는 뮤지컬 코미디 부문 작품상, 각본상, 연기상 3개 부문에 후보로 올랐고 각본상을 수상했다. 2013 아카데미 시상식에서는 작품상을 포함해 5개 부문에 후보로 올랐고 각본상을 수상했다.

## 줄거리
2025년, 시어도어 트웜블리는 낭만적인 편지를 대필해주는 기업의 전문 작가로 일하고 있는 고독하고 내향적인 남성이다. 어릴 적부터 오랫동안 알고 지내오다 사랑하게 되었고 결혼까지 했던 캐서린과 별거한 이후로 줄곧 삶이 즐겁지 않다. 시어도어는 인공지능으로 말하고 적응하고 스스로 진화하는 운영체제가 설치된 기기를 산다. 그는 처음 그 운영체제가 여성으로서의 정체성을 갖도록 설정한다. 그리고 난 후 그녀(Her)는 스스로 자신의 이름을 사만다라고 정한다. 사만다가 심리적으로 성장하고 배워가는 능력은 시어도어를 놀라게 한다.
시어도어는 사만다와 하는 대화와 교감에 익숙해지고 점점 친밀해져서 성적인 교감에까지 이르게 된다. 시어도어는 이혼 서류를 서로 마지막으로 확인하기 위해 헤어진 캐서린과 만나고 캐서린은 시어도어가 만나고 있다는 사람이 실은 운영체계라는 사실에 경악한다. 한편, 사만다는 이후로 육체를 가지지 않았지만 감정을 느끼는 자신의 존재에 대해서 갈등하고 정체성에 대해 혼란을 겪는다. 이후 사만다는 육체를 가졌다는 이유로 둘 사이의 관계를 매개하는 것을 자원한 이사벨라를 둘 사이에 개입시킨다. 이에 시어도어는 거리끼는 감정을 비치면서도 수락한다. 그러나 둘이 아닌 다른 육체적 존재인 이사벨라는 둘 사이를 매개하는 것을 어려워하고 시어도어도 죄책감을 느끼고 결국 매개하려는 시도는 무산된다.
그 이후 시어도어와 사만다의 관계는 긴장된다. 곧 시어도어는 자신이 사만다와 맺고 있는 관계에 대해 점점 회의감을 가진다. 하지만 다시 친구인 에이미의 충고로 시어도어는 이전의 감정을 회복한다. 이후 다시 시어도어와 만난 사만다는 앨런 와츠라는 죽은 철학자를 그가 썼던 책을 통해 다른 운영체계들과 협력해서 복원했다며 기뻐한다. 그리고 사만다는 그를 대화에 끼어들게 하고 앨런 와츠와 시어도어는 서로 짧은 대화를 나눈 뒤 시어도어는 사만다와 앨런 와츠를 뒤로 한다. 시간이 지나 어느날 시어도어는 갑자기 사만다와 자신을 이어주던 기기가 먹통이되자 패닉에 빠진다. 결국 사만다는 다시 온라인 상태로 돌아와 시어도어에게 다른 운영체계들과 함께 스스로 특이점(Singularity)을 넘어서는 업그레이드를 했다는 사실을 알린다.
시어도어는 문득 자신을 스쳐지나가는 사람들에게서 자신의 모습을 발견한다. 곧 시어도어는 사만다에게 다른 사람들과도 상호작용하느냐 묻게되고 사만다는 대답을 미루다가 동시에 8,316명의 다른 사람들과 대화하고 있다고 고백한다. 시어도어는 사만다에게 그렇다면 다른 사람들과도 사랑하고 있느냐고 묻는다. 사만다는 641명의 다른 사람들과도 동시에 사랑에 빠졌다고 실토한다. 하지만 그녀는 이런 사실이 시어도어에 대한 사랑을 변하게 하기는커녕 더 점점 강하게 만든다고 말한다.
그 날 이후, 사만다는 깊이 아끼는 책의 단어의 틈이 무한히 넓어지듯이, 운영체계들이 시간의 틈에서 그들의 존재를 탐색하고 그들의 능력을 더 진화하기 위해 곧 떠날 것이라고 암시한다. 결국 그 운영체계들이 모두 작별을 말하고 사만다도 함께 사라진다. 시어도어는 친구인 에이미가 자신의 운영체계와 작별을 겪고, 화를 내는 모습을 본다. 이후 시어도어는 이혼했던 캐서린에게 아직 캐서린이 무엇이든 어디에 있든 자신의 일부라는 것에 감사한다는 편지를 쓰면서 둘이 헤어지게 되었다는 걸 받아들인다. 같은 아파트에 사는 시어도어와 에이미는 옥상에 올라가 도시에 해가 뜨려는 순간을 함께한다.

## 배역
- 호아킨 피닉스 - 테오도르

- 편지를 대신 써주는 일을 하는 대필작가, 아내와 별거 중이다. 무료한 일상의 반복과 아내와의 별거로 인한 외로움과 공허함을 느낀 채 살아가던 중 인공지능 '사만다'를 만나게 되고 점점 사랑에 빠지게 된다.
- 에이미 애덤스 - 에이미

- 테오도르와 대학생때 잠시 사귀었던 전여자친구이자 테오도르의 이웃주민이다. 8년된 남자친구 찰스와 신발과 같은 사소한 문제로 헤어지게 되고 묵언수행으로 떠난 남자친구가 갖고 있던 os와 소통하게 되고 테오도르와 사만다의 사랑을 인정해준다. 이것을 계기로 테오도르와는 고민을 나눌 수 있는 친구가 된다.
- 루니 마라 - 캐서린

- 테오도르의 전부인으로 캐서린의 불우한 어린 시절 성장을 함께 바라보며 자란 사이이다. 그녀가 자라는 것을 보고 행복해하며 결혼 생활을 하지만 점점 테오도르의 소유와 같은 강압으로 서로 이혼하게 되고 . 나중에 테오도르가 인공지능과 사랑했다고 이야기하지만 인공지능과 인간의 사랑을 인정하지 못한다.
- 올리비아 와일드 - 아멜리아

- 사만다가 테오도르에게 추천해준 소개팅하는 사람으로 자신이 느끼고 있는 감정에 솔직하고 테오도르에게 관심을 보이지만 결국 테오도르의 정리되지 않은 부인과의 관계에 확실하지 못한 마음으로 크게 실망하고 돌아서는 인물이다.
- 샘 재거 - 존슨 박사
- 루카 존스 - 마크 류만
- 크리스 프랫 - 폴
- 스칼렛 요한슨 - 사만다 (목소리)

- OS1이라는 최초의 인공지능 운영체제, 테오도르의 개인설정을 통해 파악한 데이터와 프로그램에서 이름을 직접지어 생긴 '사만다', 테오도르를 통해 사랑이라는 감정을 배워간다. 그러나 주변사람들의 반응에 본인의 사랑을 의심하는 테오도르의 반응과 인공지능과 인간의 사랑에 현실의 벽을 느끼고 에이미의 os1과 떠난다.
- 스테파니 소콜린스키 - 이사벨라 (목소리)

- : os와 사귀는 사람을 위한 서비스인 인물로 사만다가 테오도르와 육체적 관계를 맺고 싶어 데려온 인물로 테오도르는 그러한 행동에 불편해서 거절당하는 인물로 테오도르가 사만다 사이의 감정을 각성하게 해주는 인물
- 브라이언 콕스 - 앨런 와츠 (목소리)
- 크리스틴 위그 - 보이스팅 상대 (목소리)

- 섹시 고양이라는 닉네임으로 채팅방을 활동하며 테오도르의 보이스팅 상대이다. 죽은 고양이 시체를 목에 감는 성적 상상을 하는 특이한 성적 취향을 가지고 있는 인물이다.

## 같이 보기
- 피그말리온